# Maculadegeneratie

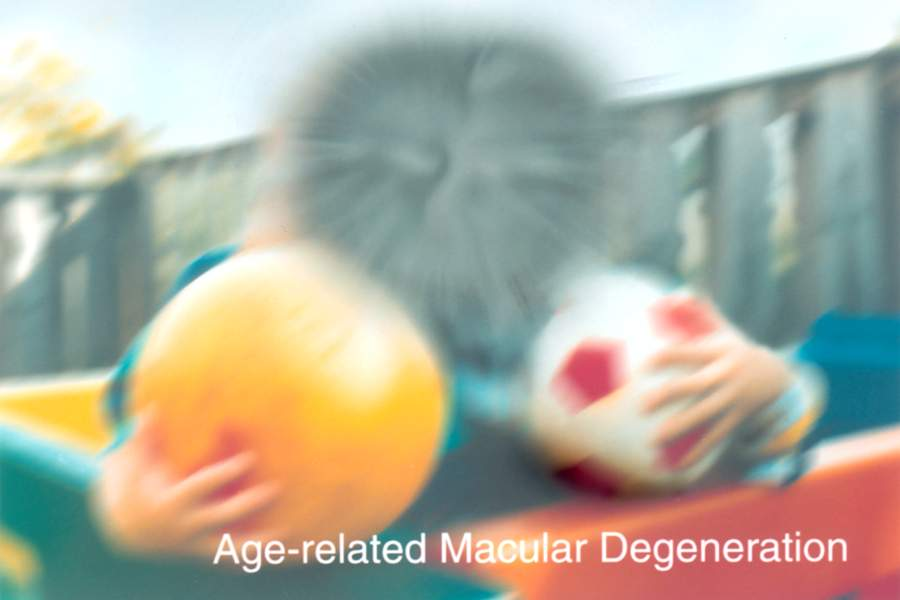
Zicht van iemand met maculadegeneratie

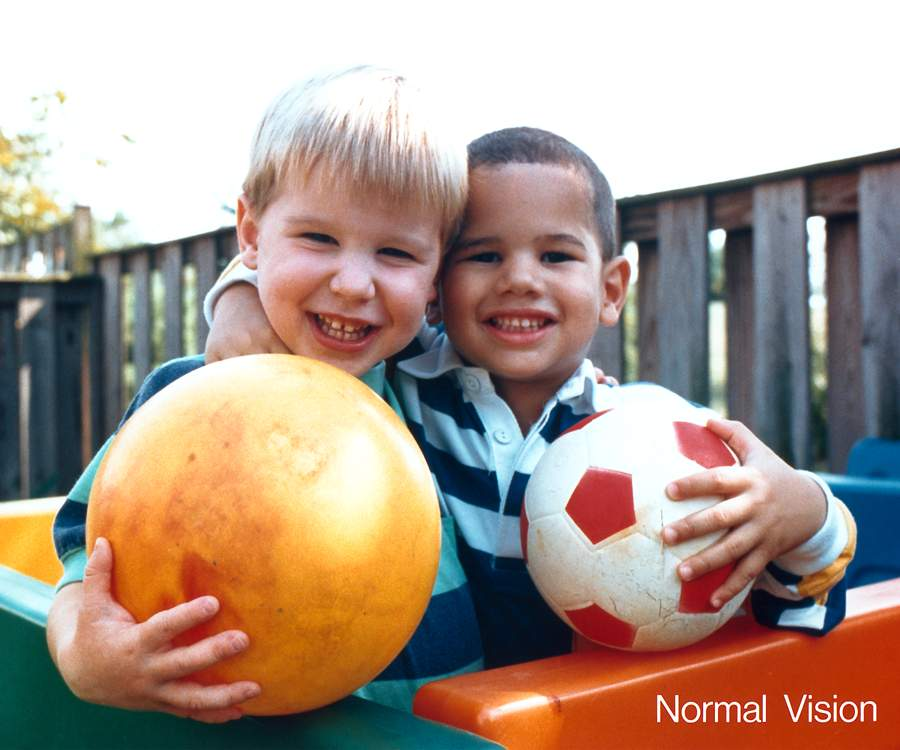
Normaalzicht

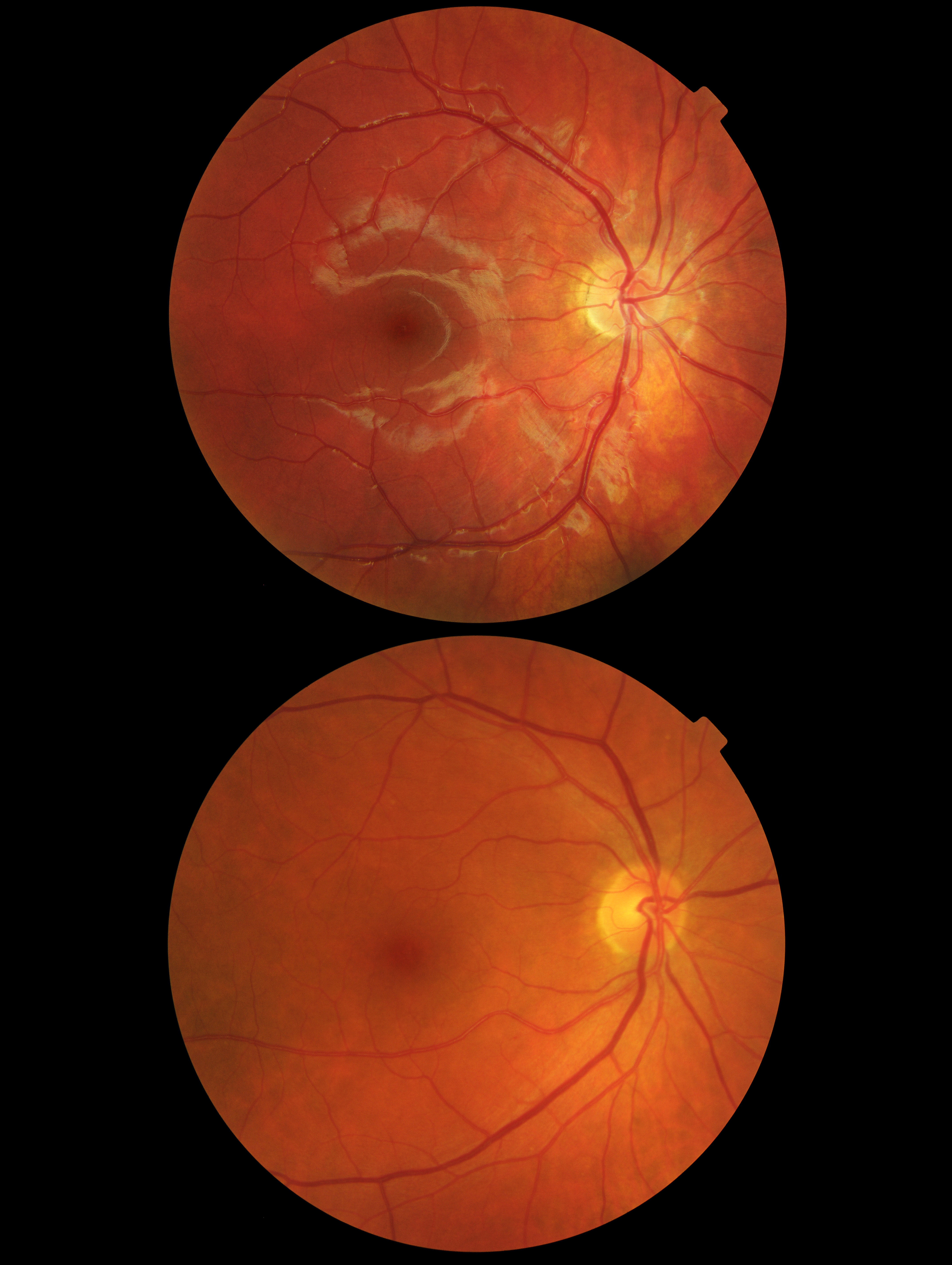
Maculadegeneratie (boven) en een gezond oog (onder); Opname gemaakt met de netvliescamera Topcon TRC-NW8

Maculadegeneratie (macula-degeneratie; macula is Latijn voor vlek) is een oogaandoening: het afsterven (de degeneratie) van kegeltjes in de gele vlek (de macula lutea) in het centrale gedeelte van het netvlies van het oog, waardoor de gezichtsscherpte afneemt. Het perifere gezichtsveld blijft wel bestaan: patiënten worden dus niet volledig blind.

## Vormen van maculadegeneratie
Maculadegeneratie komt voor in juveniele vorm en op oudere leeftijd. 
Juveniele vormen zijn erfelijk en treden in vroege levensjaren op maar zijn zeldzaam: 
- ziekte van Stargardt (fundus flavimaculatus)
- juveniele retinoschisis
- ziekte van Best (vitelliforme maculaire dystrofie)
- kegeldystrofie of kegel-staafdystrofie met nachtblindheid tot gevolg.

Leeftijdsgebonden maculadegeneratie (LMD) ontstaat meestal niet voor het 50e levensjaar. In Europa heeft naar schatting 2,3% van de personen ouder dan 65 jaar een vorm van LMD. LMD bestaat in een droge en een natte vorm. 

### 'Droge' leeftijdsgebonden maculadegeneratie (LMD)
De eerste symptomen van droge LMD zijn:
- minder goed contrastzien
- kleuren niet goed kunnen onderscheiden
- achteruitgang van het gezichtsvermogen in het algemeen

De patiënt merkt soms dat bij het lezen stukken van woorden ontbreken. De aandoening wordt langzaam erger en leidt na 10-15 jaar tot slechtziendheid.

### 'Natte' leeftijdsgebonden maculadegeneratie (LMD)
Bij de natte variant van LMD is naast het afsterven van de kegeltjes, ook sprake van de groei van kleine bloedvaten onder het netvlies. De vorming van de bloedvaten wordt (mede) veroorzaakt door het lichaamseigen proteïne (eiwit) VEGF. De eerste symptomen zijn:
- vervormingen van het beeld
- tekst lijkt te golven
- rechte lijnen lijken krom
- een verminderd gezichtsvermogen

De natte vorm verloopt sneller en leidt in een periode van weken tot maximaal 2 jaar tot slechtziendheid.

## Oorzaken
De belangrijkste risicofactoren voor het ontstaan van deze aandoening zijn roken en een hogere leeftijd. Atherosclerose en een onvolwaardige voeding met tekorten aan vitamines, mineralen en antioxidanten dragen waarschijnlijk ook bij tot het ontstaan van de aandoening. Ook langdurig en regelmatig gebruik van aspirine verhoogt de kans op leeftijdsgebonden maculadegeneratie.

## Behandeling
De behandeling beperkt zich met name tot die van de natte vorm.
- Thermische lasertherapie. Bij de natte vorm kunnen de nieuwe bloedvaten gaan lekken. De vloeistofophoping onder het netvlies kan tot beschadiging leiden. Met de laser worden de bloedvaten verschrompeld, dit gaat echter gepaard met de vorming van littekenweefsel. Deze methode is daarom vooral geschikt voor het behandelen van bloedvaten (net) buiten de macula. Aanvankelijk kan de patiënt enige achteruitgang van het gezichtsvermogen ervaren, op de lange termijn vertraagt het voortschrijden van de aandoening.
- Fotodynamische therapie met verteporfine (Visudyne®). Verteporfine is een stof die na bestraling met laserlicht van een bepaalde golflengte in een giftige metaboliet wordt omgezet. De stof wordt in de arm ingespoten en hoopt zich na enige tijd op in de macula. De macula wordt van buitenaf, door het oog bestraald, en de bloedvaten worden aan elkaar "geplakt"/dicht geplakt. Het netvlies beschadigende effect van lekkende bloedvaten vermindert.

De 3 hieronder genoemde geneesmiddelen remmen de werking van VEGF, en zijn dus alleen effectief bij behandeling van de natte vorm. Ze worden intravitreaal, rechtstreeks in het glasachtig lichaam van de oogbol gespoten.
- pegaptanib, Macugen®. De achteruitgang van het gezichtsvermogen is er slechts mee te remmen. Bij langdurig gebruik behoudt ongeveer 70% van de patiënten de aanvangsvisus, tegenover 55% van de niet behandelde patiënten.
- ranibizumab, Lucentis®. Kan enige verbetering van de visus veroorzaken. Ranibizumab heeft een therapeutische meerwaarde ten opzichte van fotodynamische therapie met verteporfin en toepassing van pegaptanib. Bij langdurig gebruik behoudt ongeveer 90% van de patiënten de aanvangsvisus, en bij 30-40% gaat de visus er zelfs enigszins op vooruit.
- bevacizumab, Avastin® is nog niet officieel geregistreerd voor de behandeling van LMD. Bevacizumab heeft een therapeutische meerwaarde ten opzichte van fotodynamische therapie met verteporfin en toepassing van pegaptanib.

### Voedingssupplementen
De FDA concludeert dat er onvoldoende bewijs is om de voedingsstoffen luteïne en zeaxanthine aan te bevelen ter behandeling van maculadegeneratie.
In een Cochrane review (een meta-analyse van de gerespecteerde Cochrane Collaboration) werden de klinische onderzoeken met antioxidanten en mineralen geanalyseerd met als conclusie dat zij maculadegeneratie niet kunnen voorkomen. Sindsdien zijn er ook onderzoeken gepubliceerd die wel een positief effect vonden.
Carotenoïden (natuurlijke pigmenten) komen in hoge concentraties voor in de macula en spelen een belangrijke rol in de functie ervan. Rijke voedingsbronnen zijn groene groenten als spinazie, andijvie, boerenkool en broccoli, maar de stoffen zijn in geconcentreerde vorm ook als voedingssupplement verkrijgbaar. Carotenoïden zijn meestal antioxidanten. De werkzaamheid in de vorm van een voedingssupplement bij maculadegeneratie is omstreden, zoals uit het bovenstaande blijkt.
Ondanks de ontdekking van genetische factoren die bijdragen aan maculadegeneratie, heeft dit nog niet geresulteerd in nieuwe behandelmethodes.